# Уліастай
Уліастай (Джавхлант, Улясутай; монг. Улиастай — місто в Монголії, столиця Завханського аймаку, розташований у західній частині країни на відстані 1115 км від Улан-Батора, населення 16240 (2008 рік).

## Історія
За енциклопедичним словником Ф. А. Брокгауза та І. А. Ефрона — Уліастай — місто в північній Монголії, адміністративний центр та фортеця при злитті двох річок Чжагасту-гола та Богдийн-гола. Складеться з двох частин — фортеці, яка оточена земляним насипом між двома частоколами та торгового передмістя або маймачена. У фортеці склад зброї та магазини провіанту розраховані на 200—300 чоловік, У маймачені не більше тисячі мешканців, китайців та монголів а також кілька росіян-торговців. Місто засновано у 1733 році.

Восени 1920 року немонгольське населення міста складали китайці — близько 1000 чоловік та росіяни — близько 300. Однак до середини 1921 року місто вдалось очистити від китайських солдат.

## Економіка, транспорт
Старий аеропорт Улясутая має дві ґрунтові злітно-посадкові смуги і знаходиться недалеко від міста. Починаючи з 2002 року використовується новий аеродром Доной з однією ґрунтовою злітно-посадковою смугою. Знаходиться приблизно в 25 км на захід від міста і обслуговує регулярні рейси з Улан-Батора і назад.
Також у місті розвинута переробка тваринницької продукції.